# Тайницька вежа
55°44′58″ пн. ш. 37°37′04″ сх. д. / 55.749374° пн. ш. 37.617863° сх. д.
Тайницька вежа (рос. Тайницкая башня) — центральна вежа південного муру Московського Кремля. Перша «стрільниця» була побудована на цьому місці в 1485 році за проектом італійського архітектора Антона Фрязіна. В 1680-і роки вона була надбудована, а в 1771-му розібрана. У нинішньому вигляді вежу відновили в 1783 році з приблизним збереженням старих форм. До знесення відвідної стрільниці в 1933 році вежа була проїзною.

## Опис
Нижня частина вежі є чотиригранником з периметром 72,42 м, витягнутий по осі захід-схід, який завершується парапетом з машикулями і ширинками. Арка брами закладена на південному фасаді і залишається незакладеною з боку Кремля. У товщі торцевих мурів вежі розташовані гвинтові сходи.
Верхня частина вежі складається з чотиригранника, усіченого шатра і дозорної вишки з шатриком, увінчаним позолоченим флюгером. Четверик прикрашено перехопленими поясами колонками, що підтримують карниз. З фасадної сторони він має по два аркових прорізи, з торцевої — по одному. На початок ХХІ століття бічні отвори закладені повністю, а отвори з боку набережної — до підмурівку арок. На кожній грані усіченого шатра розташоване по чотири слухових вікна, нижня пара яких прикрашена лиштвами з півколонками і трикутними фронтонами. Дозорна вишка прикрашена ширинками і півколонами, має по два прорізи з кожного боку. Шатрик чотиригранний, на кожній грані його по слуховому вікну з трикутним фронтоном. Усічене шатро і шатрик покриті черепицею і прикрашені вертикальними джгутами з боків і середині кожної грані.
Незбережена відвідна стрільниця мала парапет з зубцями і проїзну браму, арка яких була розташована у східному торці вежі. Крім арки проїзду, всередині знаходилося відгороджене приміщення схованки зі старовинним колодязем.